# Zero Waste Europe
Zero Waste Europe (kurz ZWE) ist ein in Brüssel gegründetes zivilgesellschaftliches Netzwerk. Es besteht aus 35 Nichtregierungsorganisationen, in 28 europäischen Ländern, und hat die zentrale Zielsetzung, eine vollständige Umsetzung einer Kreislaufwirtschaft zu verwirklichen (englisch zero-waste). Deutsche Partner des Netzwerkes sind Zero Waste Germany und der Zero Waste Kiel e.V.

## Geschichte
Zero Waste Europe wurde 2014 als europäischer Ableger der Global Alliance for Incinerator Alternatives gegründet. Das ZWE begründete die Kampagne Zero Waste Cities, an der sich inzwischen mehr als 480 europäische Städte und Gemeinden (also neben Brüssel beispielsweise auch München und Riga) beteiligen. Bedingungen für die Mitgliedschaft sind die Einführung von Pro-Kopf-Grenzwerten für Abfall sowie die langfristige Verpflichtung 90 % Recyclingquote zu erreichen. In Deutschland ist Kiel die erste zertifizierte Zero Waste City. Außerdem bemühen sich München und Leipzig als offizielle Kandidaten um eine Zertifizierung. Laut Aussagen des Netzwerks produzieren Zero Waste Cities im Jahr 65 kg weniger Müll pro Person als im europäischen Vergleich.

## Finanzierung
Laut eigenen Aussagen erhielt die Organisation 3,3 Millionen Euro an finanziellen Zuwendungen. Seit 2021 wird das Netzwerk mit jährlich über 480.000 Euro durch das LIFE-Programm der European Climate, Infrastructure and Environment Executive Agency gefördert.

## Mitgliedschaft und Zugehörigkeit
Zero Waste Europe ist laut dem EU-Transparenzregister Mitglied bei GAIA international (Non-Profit-Organisation), ECOS (Environmental Coalition on Standards), ZWIA (Zero Waste International Alliance) und IPEN (International Pollutants Elimination Network).